# Motebang Sera
Motebang Sera (ur. 1 maja 1995 w Maseru) – sotyjski piłkarz grający na pozycji napastnika. Od 2021 jest zawodnikiem klubu Royal AM FC.

## Kariera klubowa
Swoją karierę piłkarską Sera rozpoczął w klubie Matlama FC. W sezonie 2014/2015 zadebiutował w jego barwach w pierwszej lidze sotyjskiej. W sezonie 2015/2016 wywalczył z nim wicemistrzostwo Lesotho.
Latem 2019 Sera przeszedł do południowoafrykańskiego klubu Bloemfontein Celtic FC. Swój debiut w nim zaliczył 25 sierpnia 2019 w zremisowanym 0:0 wyjazdowym meczu z Baroka FC. W zespole tym spędził dwa sezony.
W 2021 roku Sera został zawodnikiem Royal AM FC. Zadebiutował w nim 25 sierpnia 2021 w przegranym 1:2 domowym meczu z Cape Town City FC. Pół roku później wypożyczono go do Lamontville Golden Arrows FC, w którym swój debiut zaliczył 16 lutego 2022 w zremisowanym 0:0 wyjazdowym spotkaniu z Orlando Pirates. Latem 2022 wrócił do Royal AM FC.

## Kariera reprezentacyjna
W reprezentacji Lesotho Sera zadebiutował 29 marca 2016 w wygranym 2:1 meczu kwalifikacji do Pucharu Narodów Afryki 2017 z Seszelami, rozegranym w Maseru.